# Rocket (vũ khí)

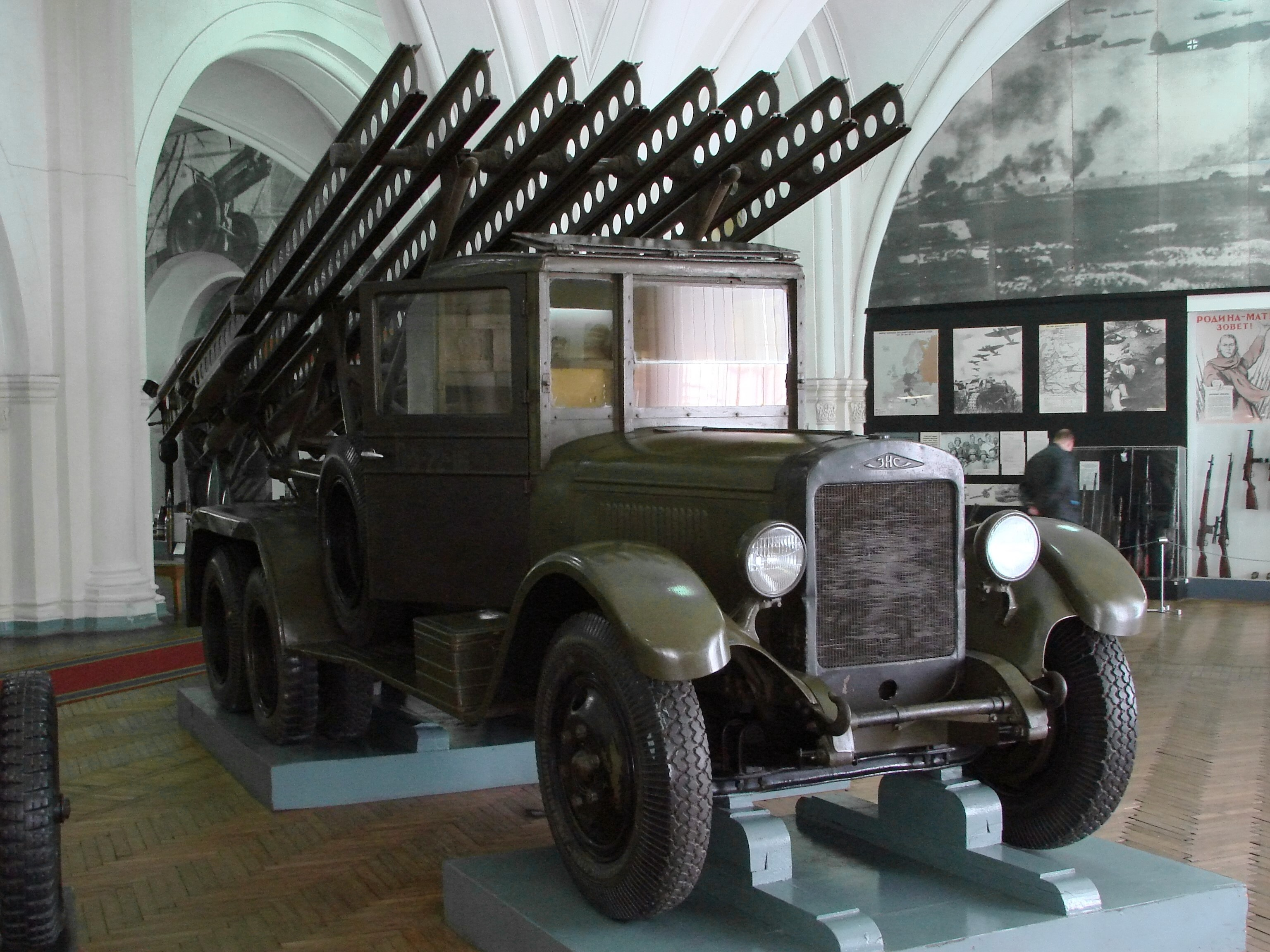
Pháo phản lực Katyusha, một trong những loại rốc két đầu tiên.

Rốc két (tiếng Pháp: roquette; tiếng Anh: rocket) hay đạn phản lực là loại đạn được phóng tới mục tiêu nhờ lực đẩy của động cơ phản lực. Rốc két có thể được phóng từ các thiết bị phóng (giá, ống, bệ, giàn phóng...) đặt trên mặt đất, xe, khí cụ bay hoặc tàu chiến. Trong Chiến tranh Việt Nam, Quân đội nhân dân Việt Nam đã sử dụng các loại đạn phản lực như: A12, H12, ĐKB... đặt trên bệ đất hoặc trên giá tự tạo. Ngoài nghĩa "đạn phản lực", rốc két còn được dùng để chỉ tên lửa. Ví dụ: "rốc két Katyusha".